# Merle du Maranon
Turdus maranonicus
Espèce
Statut de conservation UICN

 LC  : Préoccupation mineure
Le Merle du Maranon (Turdus maranonicus) est une espèce de passereaux appartenant à la famille des Turdidae.

## Habitats et répartition
On le trouve dans le sud de l'Équateur et au Pérou.
Son cadre naturel de vie est les forêts de plaines tropicales ou subtropicales.

## Sous-espèces
C'est une espèce monotypique